# 昭遠墳場

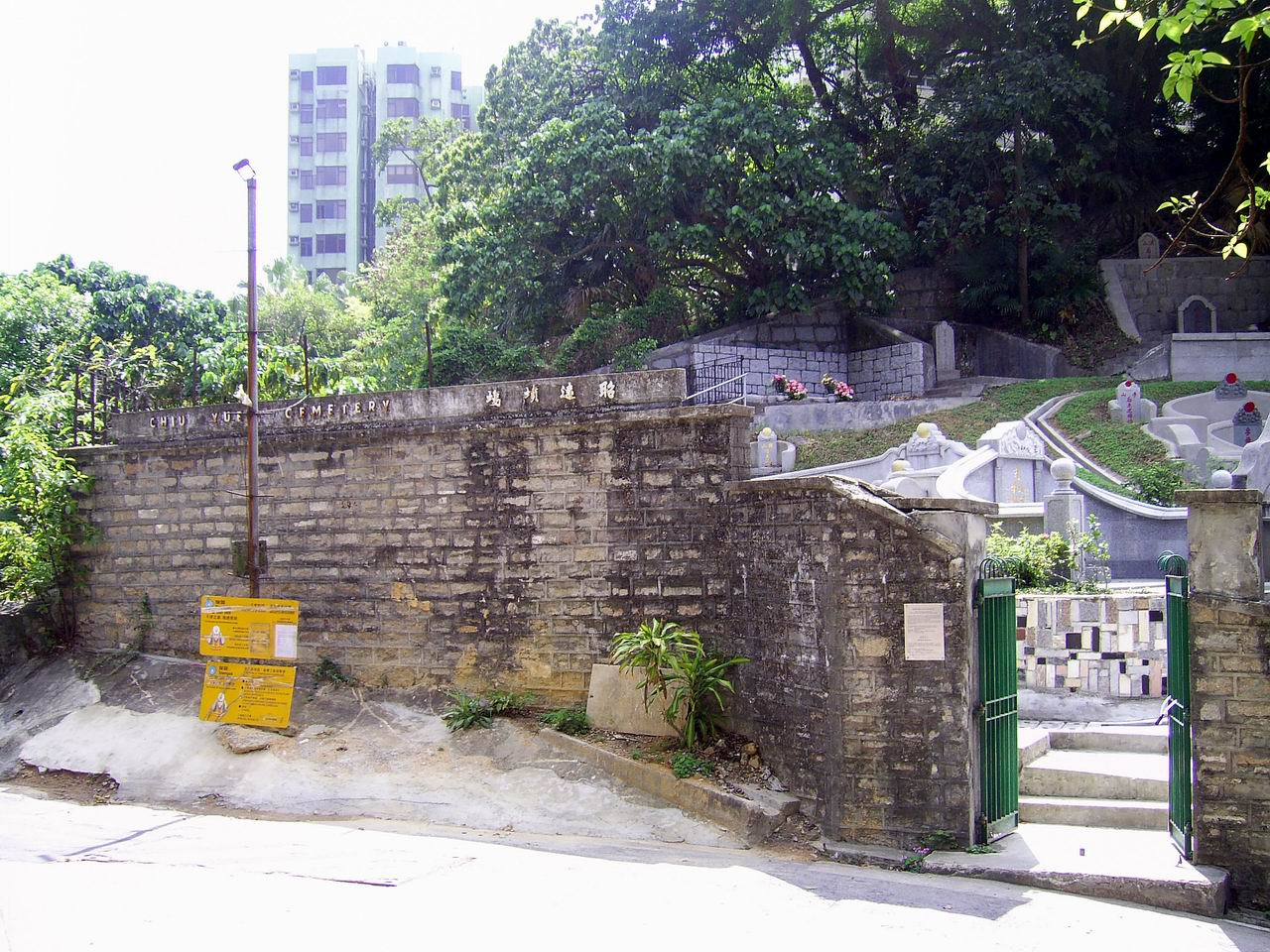
昭遠墳場

昭遠墳場（英語：Chiu Yuen Cemetery）是位於香港島摩星嶺的公眾墳場。根據地契規定，墳場供香港歐亞混血兒（Eurasians in Hong Kong）安葬，並非香港望族何啟東家族的家族墳場。
除了何啟東本人與元配麥秀英因信奉基督教而合葬跑馬地香港墳場之外，家族其他成員下葬於昭遠墳場。
這些人士包括其父何仕文的衣冠冢，荷兰犹太人何仕文入籍英国在英国有妻儿，何仕文在英国伦敦去世后，葬于英国伦敦布林頓公墓。何东为何仕文建衣冠冢待其母施娣去世后与其母合葬、兒子何世儉、平妻張蓮覺、羅文錦家族、羅旭龢家族，以及弟弟何福與何甘棠家族。由於何甘棠篤信風水，他選擇葬於山頭另一面。

## 下葬名人
- 何仕文（衣冠冢）（1839年8月29日—1892年11月10日）
- 施娣
- 張蓮覺（1875年—1937年）
- 何福 (香港)（1863年11月30日—1926年8月29日）
- 何甘棠（1866年9月16日—1950年）
- 何世光（1886年－1974年12月6日）
- 何世禮（1906年5月15日－1998年7月26日）
- 羅文錦爵士，CBE，JP（1893年－1959年）
- 何錦姿
- 羅德丞，大紫荊勳賢，CBE，JP（1935年1月23日—2006年12月11日）
- 冼德芬（1856年—1924年）
- 施燦光
- 高寶森
- 羅旭龢爵士（1880年－1949年）
- 麥志偉（何婉琪丈夫）
- 何超英（1947年 - 2014年12月4日）
- 何佐芝，GBS，OBE，JP（1918年11月3日－2014年6月4日）[7]
- 何鴻燊，大紫荊勳賢，GBS，OBE（1921年11月25日 - 2020年5月26日）[8][9][10]
- 梁伍少梅（1904年－1995年5月25日）

## 參閲
- 香港墳場列表
- 何啟東家族